# Oruza albocostaliata
Oruza albocostaliata är en fjärilsart som beskrevs av Alpheus Spring Packard 1876. Oruza albocostaliata ingår i släktet Oruza och familjen nattflyn. Inga underarter finns listade i Catalogue of Life.